# (2549) Baker
(2549) Baker es un asteroide perteneciente al cinturón de asteroides descubierto por el equipo del Observatorio del Harvard College el 23 de octubre de 1976 desde la Estación George R. Agassiz, Estados Unidos.

## Designación y nombre
Baker se designó inicialmente como 1976 UB.
Más tarde fue nombrado en honor del astrónfisico estadounidense James Gilbert Baker (1914-2005).

## Características orbitales
Baker está situado a una distancia media del Sol de 3,193 ua, pudiendo acercarse hasta 2,627 ua y alejarse hasta 3,76 ua. Su inclinación orbital es 0,06613° y la excentricidad 0,1773. Emplea 2084 días en completar una órbita alrededor del Sol.